# リトル・チャロ〜東北編〜
『リトル・チャロ〜東北編〜』（リトル・チャロとうほくへん）は、NHK Eテレで2012年4月7日より6月30日まで放送された日本のテレビアニメ。

## 概要
2008年から4年間にわたって英語教養番組を兼ねたアニメーションとして製作された『リトル・チャロ』シリーズの3作目にあたり、初の日本語でのアニメーションシリーズである。『リトル・チャロ』シリーズの作品はアニメのみで1話5分だが、東北編のみ1話10分である。
2011年3月11日に発生した東北地方太平洋沖地震（東日本大震災）からの復興を支援するためのNHK東日本大震災プロジェクト参加番組として、本作は東北地方の民話を物語として描いていく。
本作ではシリーズでは初めて、字幕放送が実施されている。
2012年7月4日から9月まで、『3か月トピック英会話 英語で楽しむ!リトル・チャロ〜東北編〜』の中で、英語版が放送された（2014年1月-3月にも再放送）。なお本作以降、英語版でのチャロの声は斎藤アリーナが担当し、純名里沙は日本語版専任となっている。
2012年7月7日から同時刻で日本語版の再放送が行われた。

## あらすじ
飼い主の翔太とともに、春真っ盛りの岩手県・遠野へピクニックに訪れたチャロ。そこでチャロは、不思議な世界に迷い込んでしまう。そこは民話と伝承の世界で、妖怪手長足長の復活を阻止するために祈祷をする、僧侶クウと天狗のタカがいた。しかし、誤ってチャロが結界を壊してしまったせいで、手長は復活してしまう。
足長まで復活したら世の中は混乱で満たされてしまうことを聞いて、責任を感じたチャロは、足長を封印するのに手一杯のクウと、手長によって深手を負ったタカに代わって、手長・足長を封印することができるとされる「八ツ星の札」を集めてくると告げる。こうして、東北各地に散らばった8枚の「八ツ星の札」を探すチャロの冒険が始まった。

## 登場キャラクター
チャロ
雑種の子犬。オス。翔太と遠野へピクニックに来ていた際に、ふとしたことから民話の世界に迷い込み、誤って手長足長を封印する結界を壊してしまい、その責任を取るために「八ツ星の札」を探す旅に出る。
翔太
チャロの飼い主。チャロと一緒に遠野にピクニックに来ていた。
クウ
民話の世界にいる僧侶。手長足長の復活を阻止するために、命を懸けて封印を守り続けている。
タカ
クウの助手の天狗で、鞍馬天狗の末裔。手長によって深手を負ったため、「八ツ星の札」集めをチャロに託す。
マコ
遠野に住む座敷わらしの女の子。いつも村の子供たちと一緒に遊んでいるが、自分の存在に気づいてもらえないために寂しい思いをしている。洞窟で札探しをするチャロと子供たちの後をつけ、襲い掛かる手長から彼らを守ったり札の入手を手伝ったりと陰ながら手助けした。
キミコ　カンタ　スズマル　マツミ　ツクシ
遠野の村に住む5人の子供達。チャロと共に洞窟で札探しをする。一緒に遊んでいる座敷童子のマコに気づいていなかったが、札の力で一時的に手助けしてくれていたマコの姿を見て彼女を仲間と認識した。
マゲ
秋田県・男鹿に住む赤鬼。外見は恐ろしいが性格はとても心優しい。自分を怖がらなかったミユキに恋をしている。
ミユキ
男鹿に住む美しい少女。人間として生活しているが、実は月からやってきた雪女。マゲが自分に恋をしていることを知っており、また自身もマゲに恋しているが、月の者が地上の者に恋をすると大雪を降らせてしまう為、そのことで悩んでいる。
シズ
福島県・福島に住む老婆。亡くなった夫のゲンタとの思い出の桃の木を大切にしている。
ゲンタ
シズの夫。故人。シズの誕生日に桃を贈ることを生き甲斐にしていた。
サチ
宮城県・田子谷に住むカッパの子供。悪戯好きで人間嫌い。
スイコ
カッパの長。サチに人間とカッパの絆について諭す。
シゲル
福島県・須賀川に住む老人。若い頃に病に倒れた時、自分の代わりに飼い犬のシロに伊勢神宮までお参りに行ってもらっており、その時のお札とシロに優しくしてくれた人々の思いを今でも大切に持っている。
トシ
山形県・天童に住む少年。腕のいい将棋の駒職人になることを夢見ている。スランプに陥っていたがチャロが見つけた亡き師からの手紙を読んだことで少しずつ歩むことの大切さを知りスランプを脱した。
ブドリ
岩手県・衣川に住むタヌキ。星が好きだが、タヌキが星座になっていないことを寂しく思っている。人に化けることができ、青年に化けて困っている人々を度々助けている。父もかつて人間の手助けをしていたがタヌキと知られたとたんに追い払われた過去を持っても、人間に憎しみを抱かない優しい性格。
バショウ
宮城県・松島で出会った旅の老人。俳句を詠みながら各地を旅している。実は幽霊で、あまりの美しさに松島を詩に詠めなかったことを今でも悔やんでいる。
ミナ
青森県・平内で出会った白鳥の少女で、美しい容姿の持ち主。他人のために動くことをためらっていたが、チャロと出会って自分が本当に成すべきことに気付く。
ライデン
平内で越冬する白鳥たちのリーダー。自分たちの容姿を鼻に掛けることもあるが、とても仲間思い。
クロ
平内で越冬するマガモの女性。世話好きで、人を喜ばすことをするのが大好き。
サラ
遠野に住む馬をとても愛している少女。実は「おしらさま」として祀られている神で、生前の人間だった頃、馬のシータを愛し夫婦になったが、周囲の理解が得られなかった挙句に激怒した父親にシータを殺されてしまった過去がある。
ハル
遠野に住む白馬。サラが愛していた馬シータの子孫で、祖先が人間の娘（サラ）と恋に落ちて人間（サラの父）に殺された過去が原因で人間不信に陥り、札を盗んで隠すなど悪さをするがサラと出会い必死の説得を受けたことで心を開き、協力的になる。

## 放送日時

### 4月 - 9月
- 毎週土曜日 9:20 - 9:30（Eテレ）
- 再放送 放送当日20:50 - 21:00（Eテレ）

### 10月 - 2013年5月
- 毎週金曜日 10:40 - 10:50（総合）

## プレビュー番組
- リトル・チャロ〜東北編〜スペシャル・神宿る里へ（2012年3月25日 10:00 - 11:30 NHK BSプレミアム）
- チャロが東北にやってきた!・民話ファンタジック授業 in 遠野（2012年3月30日 8:15 - 8:55 NHK総合テレビジョン）

## 声優
日本語版、英語版の順に並べる。
- チャロ：純名里沙、Alina Saito
- 翔太：島田知美（日本語版・英語版）
- クウ：最上嗣生、Chris Koprowski
- タカ：日野未歩、Gerri Sorrells
- 手長：高中宏之、Michael Rivas
- 足長：大隈健太
- ナレーション：筧利夫、Patrick Harlan

### 第2話
- マコ：藤村歩、Rumiko Varnes
- キミコ：いのくちゆか
- カンタ：小平有希
- スズマル：日野未歩
- マツミ：足立友
- ツクシ：〆野潤子

### 第3話
- マゲ：勝杏里、Jeff Manning
- ミユキ：雪野五月、Maya

### 第4話
- シズ：野村道子、Rachel Walzer
- ゲンタ：四宮豪、Josh Keller

### 第5話
- スイコ様：内海賢二、Michael Rhys
- サチ：伊東みやこ、Rumiko Varnes

### 第6話
- シゲル：宝亀克寿、Greg Dale

### 第7話
- トシ、歩の駒：斎賀みつき、Maya
- ヨシオ：稲葉実、Jeff Manning
- セイジ：櫻井トオル
- 王将の駒：水内清光
- 飛車の駒：志村知幸
- 角の駒、銀の駒：冨田泰代
- 金の駒：烏丸祐一

### 第8話
- ブドリ、ブドリ青年：朴璐美、Dario Toda
- ポラリス：櫻井トオル
- プロキオン：中嶋アキ

### 第9話
- バショウ：緒方賢一、Cyrus Nozumu Sethna
- ヨシ：平松晶子、Bianca Allen

### 第10話
- ミナ：釘宮理恵、Bianca Allen
- ライデン：志村知幸、Chris Koprowski
- クロ：さとうあい、Maya

### 第11話・第12話
- サラ（おしらさま）：水樹奈々、Maya
- ハル：浪川大輔、Cyrus Nozumu Sethna

## エピソード
| 話数（本放送） | 話数（英語版） | サブタイトル | 原題             |
| -------------- | -------------- | ------------ | ---------------- |
| 第1話          | 第41話         | 宿命         | Another World    |
| 第2話          | 第42話         | きずな       | Invisible Friend |
| 第3話          | 第43話         | 雪の恋       | Love Blizzard    |
| 第4話          | -              | あした       | New Tomorrow     |
| 第5話          | 第44話         | ふるさと     | My Furusato      |
| 第6話          | 第45話         | 人のために   | For Someone      |
| 第7話          | -              | 歩くちから   | Step by Step     |
| 第8話          | 第46話         | 星のたぬき   | A True Star      |
| 第9話          | 第47話         | 夢のあと     | Still Dreaming   |
| 第10話         | 第48話         | はばたき     | Fly to You       |
| 第11話         | 第49話         | おしらさま   | Timeless Love    |
| 第12話         | 第50話         | 桜の春       | Spring Blossoms  |

## テーマソング
- 藤あや子「わすれない」（ソニー・ミュージックダイレクト）

## スタッフ
- 音楽:内池秀和、大久保正人
- 脚本:わかぎゑふ、長野真一
- ナレーション、英語脚本:パトリック・ハーラン（パックンマックン）
- キャラクターデザイン／アニメーション制作:Spooky graphic
- 音響効果:池沢美和子